# Osias Beert

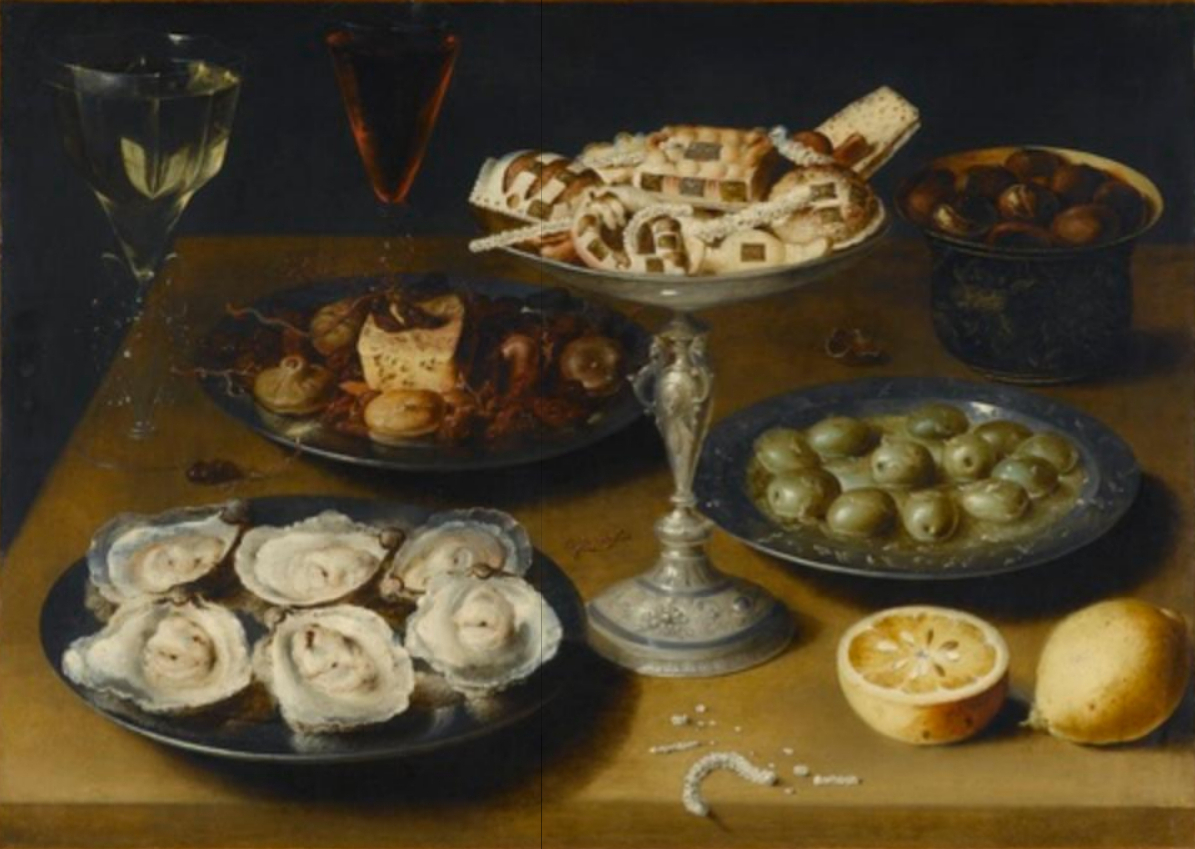
Natura morta amb ostres, circa 1610, Staatsgalerie Stuttgart

Osias Beert (c. 1580 - 1624) va ser un pintor flamenc i un dels més primerencs especialistes en el gènere de la natura morta.
Poques dades es coneixen de la seva biografia. Se sap que el 1602 va obtenir el grau de mestre en la guilda o gremi de Sant Lluc d'Anvers, on el 1615 se li esmenta formant part d'una acadèmia literària. Casat amb Marguerite Ykens, va tenir un fill pintor, Osias Beert II (1622-1678), amb el qual de vegades se li ha confós. Va tenir nombrosos deixebles entre ells el seu nebot Frans Ykens, arribant a col·laborar al final de la seva carrera en alguna obra de Peter Paul Rubens.